# ماسيج لانغ
ماسيج لانغ (بالبولندية: Maciej Przemysław Lang)‏ هو عالم سياسة بولندي، ولد في 1968 في بيوتركوف تريبونالسكي في بولندا.